# Федеральний верховний суд Німеччини
Федеральний верховний суд Німеччини (нім. Bundesgerichtshof, скор. BGH) — вищий судовий орган у низці судів загальної юрисдикції у Німеччині. Федеральний верховний суд Німеччини є останньою інстанцією у всіх кримінальних і цивільних справах. Рішення, прийняте Федеральним верховним судом, може у виняткових випадках переглянути Федеральний конституційний суд.

## Утворення та розташування
Основним місцем розташування Федерального верховного суду є колишній Великогерцозький палац в баден-вюртемберзькому місті Карлсруе; 5-й і 6-й сенати у кримінальних справах розташовуються в саксонському Лейпцигу.